# Vernois-lès-Vesvres
Vernois-lès-Vesvres ist eine französische Gemeinde mit 156 Einwohnern (Stand: 1. Januar 2022) im Département Côte-d’Or in der Region Bourgogne-Franche-Comté (vor 2016 Bourgogne). Sie gehört zum Arrondissement Dijon und zum Kanton Is-sur-Tille.

## Geographie
Vernois-lès-Vesvres liegt am Südrand des Plateaus von Langres. rund 42 Kilometer nordnordöstlich von Dijon an der Venelle an der Grenze zum Département Haute-Marne. Nachbargemeinden sind Chalancey im Nordwesten und Norden, Vesvres-sous-Chalancey im Norden und Nordosten, Le Val-d’Esnoms im Nordosten und Osten, Selongey im Osten und Südosten, Foncegrive im Süden sowie Cussey-les-Forges im Südwesten und Westen.

## Bevölkerungsentwicklung
| Jahr                       | 1962 | 1968 | 1975 | 1982 | 1990 | 1999 | 2006 | 2013 | 2019 |
| Einwohner                  | 54   | 44   | 65   | 131  | 164  | 189  | 185  | 191  | 170  |
| Quellen: Cassini und INSEE |      |      |      |      |      |      |      |      |      |